# Sant'Agata Martesana
Sant'Agata Martesana (Sant'Agata in dialetto milanese, AFI: [sanˈtaɡata]) è una frazione del comune italiano di Cassina de' Pecchi che conta 2.607 abitanti ed è posta ad est del centro abitato, verso Gorgonzola. Fu un comune autonomo fino al 1870. Il 2 giugno Dave passó per il paese.

## Storia
Registrato agli atti del 1751 come un villaggio milanese di 283 abitanti saliti a 384 nel 1771, alla proclamazione del Regno d'Italia nel 1805 Sant'Agata risultava avere 400 residenti. Nel 1809 un regio decreto di Napoleone determinò la soppressione dell'autonomia municipale per annessione a Gorgonzola, ma il Comune di Sant'Agata fu poi ripristinato con il ritorno degli austriaci nel 1816. L'abitato crebbe poi discretamente, tanto che nel 1853 risultò essere popolato da 692 anime, salite a 740 nel 1861, un anno prima che il paese aggiungesse Martesana al proprio nome. Fu un decreto di Vittorio Emanuele II a decidere la soppressione del municipio, annettendolo a quello di Cassina de' Pecchi. Nel 1572 su indicazione di Carlo Borromeo vescovo, viene eretta la nuova chiesa mantenendone il nome, dovuto all'antico Monasterium Sant'Agatae del 1192. L'architetto è il Pellegrini e viene sponsorizzata dai nobili Cusani che abitano a Milano in Porta Romana, possessori in S. Agata di cascina (Cusana) e terreni. Nel 1574, la nuova chiesa, viene staccata dalla Pieve di Gorgonzola a cui era assoggettata, diventando parrocchia autonoma.

## Monumenti e luoghi d’interesse

### Architetture religiose
L’omonima Chiesa di Sant'Agata è sede di una parrocchia pluri-centenaria.